# Púrpura trombocitopênica idiopática
A Trombocitopenia Primária Imune ou Púrpura trombocitopênica idiopática (PTI) é uma doença sanguínea adquirida caracterizada pela trombocitopenia (diminuição do número das plaquetas no sangue). Como a maioria dos casos parece estar relacionada ao aparecimento de autoanticorpos contra as plaquetas, ela também é conhecida como Trombocitopenia Autoimune.

## Causas
A trombocitopenia pode ser causada por:
- Infecções virais, incluindo varicela, parvovírus, hepatite C, Epstein-Barr, mononucleose, HIV ou SARS‑CoV‑2;[2]
- Infecção bacteriana grave (bacteremia);
- Câncer hematológico, como leucemia ou linfoma;
- Transtornos da medula óssea;
- Síndrome hemolítico-urêmica;
- Tuberculose miliar (TB miliar):
- Deficiência de vitamina B12 ou ácido fólico (B9 vitamina);
- Quimioterapia;
- Radioterapia prolongada;
- Doença autoimune, como a artrite reumatoide ou lúpus.

## Sinais e sintomas
Embora muitos casos sejam assintomáticos, a baixa contagem de plaquetas pode causar o surgimento de púrpura, que é uma manifestação que envolve o aparecimento de petéquias, equimoses e outras manifestações hemorrágicas.
O quadro clínico, em geral, é de instalação abrupta, podendo ocorrer:
- Sangramentos cutâneos: presença de petéquias e equimoses
- Sangramentos mucosos: presença de epistaxe, gengivorragia, menorragia, hematúria ou sangramentos no trato gastrointestinal.
- O paciente pode ficar inchado, havendo aumento de peso; também existir fortes dores nas pernas junto com as hemorragias;
- O paciente pode ter alterações de humor frequentemente;
- O paciente pode apresentar indisposição, cansaço e sono irregular;

A esplenomegalia normalmente não faz parte do quadro de PTI. Na sua presença, recomenda-se investigação de outras causas que levem ao aumento esplênico.

## Patogênese
Na PTI ocorre trombocitopenia imuno-mediada, ou seja, diminuição da contagem plaquetária no sangue periférico pela produção de anticorpos antiplaquetários. Acredita-se que possa haver, ainda, inibição da liberação plaquetária dos megacariócitos na medula óssea.

## Diagnóstico
Após anamnese, o diagnóstico é realizado através de um hemograma. No hemograma é analisada a contagem de plaquetas. Na PTI, o paciente apresenta número de plaquetas diminuído mas isso só não indica que o paciente tenha PTI já que as plaquetas podem estar em número diminuído em várias outras doenças. Outras doenças devem ser investigadas por um hematologista.
Embora as plaquetas sejam destruídas pelo baço, ele normalmente não se apresenta aumentado (isto é esplenomegalia ausente). O aumento acelerado na produção de plaquetas pode fazer com que no hemograma sejam visualizados megaplaquetas (megacariócitos).
Pacientes com PTI apresentam tempo de sangramento aumentado mas tempo de protrombina(TP) e tempo de tromboplastina parcial ativada(APTT) normais pois o problema se concentra nas plaquetas e não na cascata da coagulação.

## Tratamento
Em crianças muitas vezes só é feito o acompanhamento mensal da evolução das plaquetas, até o quadro se normalizar, em casos específicos é feita um tratamento.
Quando é possível identificar a causa da manifestação, o tratamento é feito com a eliminação do fator (por exemplo, do contato com a substância que o induziu).
O tratamento inicial da PTI é feito à base de corticóides (corticosteroides, anti-inflamatórios hormonais) sistêmicos, geralmente com prednisona, para controle da reação auto-imune. Quando não surte o efeito desejado, uma das alternativas é a realização de imunoglobulina e, caso não haja resultado, a última alternativa é a esplenectomia (remoção cirúrgica do baço). Após a cirurgia, é possível que demore um tempo até que o nível de plaquetas volte ao desejável. Medicações que atuam na produção de plaquetas, como o eltrombopag ou romiplostim, também podem ser utilizadas.
Devido à presença de anticorpos antiplaquetários, transfusões sanguíneas não são o tratamento adequado para essa doença, já que os níveis plaquetários voltam a decrescer um certo tempo após a realização da transfusão.